# Třebovice (Ktiš)
Třebovice (německy Siebitz) jsou malá vesnice, část obce Ktiš v okrese Prachatice. Vznikly na katastrálním území Březovík 1 ke dni 12. 11. 2015 a částí obce Ktiš se staly k 1. lednu 2016. V roce 2011 na tomto území (v době, kdy osada byla ještě součástí vojenského újezdu Boletice) žilo 14 obyvatel a nacházely se zde 2 domy.

## Historie
První písemná zmínka o obci je z roku 1310, kdy brixenský biskup Hermann dal městečku Chvalšiny připsat tři vsi, a to Třebovice (Trzebowitz),  Březovík (Ribsbrunn) a Dobročkov (Dobrusch).
V roce 1921 byla původní ves Třebovice ves součástí obce Dobročkov, stálo v ní 15 domů a žilo celkem 133 obyvatel, všichni byli německé národnosti. Římskokatolickou farností příslušela ke Ktiši, poštu a četnickou stanici měla tamtéž. Sídlo soudního okresu a zdravotního obvodu měla ve Chvalšinách.